# Тура (Індія)
Тура (англ. Tura) — місто в індійському штаті Мегхалая, адміністративний центр округу Західні Гори Гаро.

## Географія
Місто розташоване у західній частині штату.

### Клімат
Місто знаходиться у зоні, котра характеризується вологим субтропічним кліматом. Найтепліший місяць — квітень із середньою температурою 25.8 °C (78.4 °F). Найхолодніший місяць — січень, із середньою температурою 17.3 °С (63.1 °F).
| Клімат Тури             | Клімат Тури | Клімат Тури | Клімат Тури | Клімат Тури | Клімат Тури | Клімат Тури | Клімат Тури | Клімат Тури | Клімат Тури | Клімат Тури | Клімат Тури | Клімат Тури | Клімат Тури |
| Показник                | Січ.        | Лют.        | Бер.        | Квіт.       | Трав.       | Черв.       | Лип.        | Серп.       | Вер.        | Жовт.       | Лист.       | Груд.       | Рік         |
| Середній максимум, °C   | 23          | 25,2        | 29,3        | 31,2        | 30,1        | 29,1        | 28,8        | 28,8        | 29,1        | 28,8        | 26,6        | 23,8        | 27,8        |
| Середня температура, °C | 17,3        | 19,3        | 23,4        | 25,8        | 25,4        | 25,2        | 25,5        | 25,5        | 25,4        | 24,2        | 21,3        | 18,4        | 23,1        |
| Середній мінімум, °C    | 11,5        | 13,4        | 17,4        | 20,4        | 20,7        | 21,3        | 22,2        | 22,1        | 21,6        | 19,6        | 15,9        | 12,9        | 18,3        |
| Норма опадів, мм        | 8.7         | 11          | 53.4        | 147.8       | 402.8       | 611.5       | 628.3       | 458.8       | 377.4       | 210.7       | 28.5        | 2.4         | 2941.3      |
| ----------------------- | ----------- | ----------- | ----------- | ----------- | ----------- | ----------- | ----------- | ----------- | ----------- | ----------- | ----------- | ----------- | ----------- |
| Джерело: Weatherbase    |             |             |             |             |             |             |             |             |             |             |             |             |             |